# A844高速公路
A844高速公路是法国的一条高速公路，始于卡尔克，终于orvault，与A11、A844高速相连。A844长度约5千米。该高速为A11到卡尔克的延伸段，于1993年建成通车，与137国道相接，限速90公里/小时。